# Bellingham, Minnesota
Bellingham är en ort i Lac qui Parle County i delstaten Minnesota, USA.